# Crocicreas multicuspidatum
Crocicreas multicuspidatum är en svampart som först beskrevs av Rodway, och fick sitt nu gällande namn av S.E. Carp. 1980. Crocicreas multicuspidatum ingår i släktet Crocicreas och familjen Helotiaceae.   Inga underarter finns listade i Catalogue of Life.